# Yukarıyenice, Palandöken
Yukarıyenice là một xã thuộc huyện Palandöken, tỉnh Erzurum, Thổ Nhĩ Kỳ. Dân số thời điểm năm 2011 là 138 người.